# Bathyopsis
Bathyopsis – rodzaj ssaka zaliczanego do wymarłego rzędu dinoceratów (Dinocerata). Żył on we wczesnym i środkowym eocenie.